# Johannes-Passion (Schütz)
Die Johannes-Passion (SWV 481), voller Titel: Historia des Leidens und Sterbens unseres Herrn und Heilands Jesu Christi nach dem Evangelisten St. Johannes, ist ein geistliches Chorwerk, komponiert von Heinrich Schütz. Eine Frühfassung, um 1665 entstanden, trägt im Schütz-Werke-Verzeichnis die Nummer 481a. Die heute allgemein gebräuchliche Endfassung stammt aus dem Jahre 1666, als Schütz auch die Matthäuspassion komponierte.
Das Werk wurde über 200 Jahre lang nicht aufgeführt und erst zu Beginn der 1880er Jahre auf Anregung von Friedrich Spitta durch Arnold Mendelssohn in Bonn wiederaufgeführt.
Die Besetzung ist, anders als bei den bekannteren Passionen Bachs, rein vokal. Es gibt allerdings eine Bearbeitung von Arnold Mendelssohn mit Orgel- oder Klavierbegleitung.

## Aufnahme
- SCHÜTZ – Johannes-Passion SWV 481. Mit Psalmen Davids. Peter Schreier (Evangelist), Peter-Volker Springborn (Jesus), Hans-Joachim Rotzsch (Pilatus), Hans-Jürgen Wachsmuth (Petrus), Gothart Stier (Knecht), Fred Maiwald (Magd), Dresdner Kreuzchor, Martin Flämig. Aufnahme von 1972. ADD Berlin Classics, 1998
- Heinrich Schütz: Johannes-Passion SWV 481. Mit den Passionsmotetten SWV 53-60. Collegium Musicum Plagense, Rupert Gottfried Frieberger. Christopherus, 1991
- Heinrich Schütz: Johannespassion SWV 481 Mit Siegfried Redas Choralkonzert "O Traurigkeit, o Herzeleid". Chor der Hochschule für evangelische Kirchenmusik Bayreuth, Karl Rathgeber. Rondau, 1999
- Heinrich Schütz: Johannespassion SWV 481. Carus Schütz-Edition Vol. 13 (ausgezeichnet mit dem Jahrespreis der deutschen Schallplattenkritik). Dresdner Kammerchor, Hans-Christoph Rademann, Carus-Verlag, 2016